# リバーサイドジョーカーズ
リバーサイドジョーカーズは、JPFF（日本プライベートフットボール協会）加盟、KGL（京都グラスリーグ）に所属しているアメリカンフットボールクラブ。1976年に創部。JPFF西日本の中でも強豪チームである。略称はRJ、ジョーカーなど。

## 歴史
1976年に創部されるも、人数不足で試合だけでなく練習もままならない状態だった。当時は、連敗チームで 練習よりもアフターフットボールを中心に活動していたが、翌年には初勝利。人数も増え、これからという矢先にチームは負け越し、低迷していく。 
1980年には解散の危機も訪れたが翌1981年には大躍進を果す。 春のトーナメントは準優勝。秋には念願の西日本大会優勝。その後はKGL（京都グラスリーグ）8連覇という輝かしい偉業を成し遂げ、今度は常勝のチームへと変貌していったが、1990年代は勝ったり負けたりが続き、2001年には5位にまで沈む。 
しかし翌2002年、京都グラスリーグ決勝、西日本大会決勝、JPFFオーシャンボウルを3試合ともタイブレークで制し、プライベートチーム日本一となる。 
そして2005年には2度目のプライベートチーム日本一になることとなった。
近年の対戦成績は2010年に京都グラスリーグ優勝。同シーズン西日本大会決勝、JPFFオーシャンボウルともに勝利し通算3度目のプライベートチーム全国優勝を果たす。

## チーム
強豪大学経験者から、初心者、Xリーグ経験者まで幅広くチームに在籍している。人数も多く、KGLにおいてすでに一強となっている。2004年から現在までにKGL4連覇を達成。